# Je n'ai pas de bouche et il faut que je crie
Cet article concerne la nouvelle de science-fiction. Pour le jeu vidéo, voir I Have No Mouth, and I Must Scream.
Je n'ai pas de bouche et il faut que je crie (titre original : I Have No Mouth, and I Must Scream) est une nouvelle dystopique de science-fiction de Harlan Ellison. Elle a été publiée pour la première fois dans le numéro de mars 1967 de IF: Worlds of Science Fiction. Elle a obtenu le prix Hugo de la meilleure nouvelle courte en 1968 et est devenue une des dix nouvelles les plus rééditées de la langue anglaise. Ellison aurait écrit cette histoire en une seule nuit en 1966, en ne faisant pratiquement aucun changement depuis son premier brouillon.

## Publications

### Publications aux États-Unis
Cette nouvelle, l'une des plus connues d'Harlan Ellison, a été publiée dans plus d'une quarantaine de revues, magazines et anthologies de science-fiction depuis sa première publication en 1967.

### Publications en France
La nouvelle a été publiée :
- dans la revue Galaxie (2e série), n° 45, éd. OPTA, janvier 1968, traduction de Michel Deutsh ;
- dans l'anthologie Histoires mécaniques, Livre de poche n° 3820, La Grande Anthologie de la science-fiction, avril 1985, traduction de Michel Deutsh.

### Publications dans d'autres pays
La nouvelle a été publiée :
- en langue espagnole sous le titre No tengo boca y debo gritar (1969) ;
- en langue allemande sous le titre Ich muß schreien und habe keinen Mund (1972 puis 1991) ;
- en langue italienne sous le titre Il computer sotto il mondo (1973 puis 1994) ;
- en langue croate sous le titre AM (1976)[3] ;
- en langue néerlandaise sous le titre Hoe kan ik schreeuwen zonder mond (1977) ;
- en langue hongroise sous le titre Szája sincsen, úgy üvölt (1977) ;
- en langue portugaise sous le titre Não tenho boca e preciso gritar (1985) ;
- en langue russe sous le titre У меня нет рта, чтобы кричать (1992).

## Résumé
Le résumé est issu de la nouvelle telle que publiée dans l'anthologie Histoires mécaniques, avec une traduction de Michel Deutsch.
Le narrateur de la nouvelle est Ted. 
Il explique notamment au lecteur qu'à l'issue de la Guerre froide, une guerre nucléaire a éclaté entre les États-Unis, l’URSS et la Chine. Les grandes puissances mondiales ont alors développé des ordinateurs surpuissants se développant dans des complexes souterrains afin de coordonner les opérations militaires. L'une de ces machines se nomme « M.A. ». Celle-ci finit par acquérir une conscience, et par haine envers ses créateurs, éradique l’humanité à l’exception de cinq personnes qu’elle torture continuellement et empêche de mourir, en particulier de se suicider : Ted, Benny, Ellen, Gorrister et Nimdok. Tous ont connu un passé plus ou moins difficile et ils sont à présent coincés à l'intérieur de M.A., peut-être depuis 900 ans. Ted ignore si le groupe de prisonniers dont il fait partie est encore fait de chair, ou si leur esprit a été numérisé dans la machine. Ils sont violentés, stressés et affaiblis la plupart du temps. Nimdok pense que des boîtes de conserve se trouvent dans une grotte de glace : les protagonistes décident donc de s'y rendre. Ils doivent cependant faire face aux multiples attaques de M.A. qui cherche constamment à les piéger.
Profitant d'une brève inattention de M.A., trois des cinq humains (Benny, Gorrister et Nimdok) parviennent à mourir, et donc échapper à M.A. Ted tue Ellen et reste donc seul face à M.A. Celle-ci axe sa vengeance infinie et éternelle sur Ted qui, impuissant, hurle : « Je n'ai pas de bouche et il faut que je crie ».

## Adaptations
En 1995, Ellison a adapté l'histoire en un jeu vidéo du même nom, édité par Cyberdreams. Il a coécrit le scénario ainsi que la plupart des dialogues du jeu sur une machine à écrire. Ellison a également prêté sa voix au superordinateur "AM" (et non M.A. dans le jeu).
En 2023, la créatrice Gooseworx a travaillé avec l'équipe de Glitch Productions pour créer une web-série d'animation nommée The Amazing Digital Circus. L'histoire est grandement inspirée de Je n'ai pas de bouche et il faut que je crie. Les personnages sont au nombre de six (Jax, Ragatha, Kinger, Zooble, Gangle et Pomni) et se retrouvent coincés dans un jeu vidéo sur le thème du cirque, contrôlés par une IA du nom de Caine.

## Distinction
La nouvelle a été récompensée du prix Hugo 1968, section « Meilleure nouvelle courte ».

## Influence
La nouvelle a eu une certaine influence dans le monde littéraire anglosaxon. Au point qu'elle a popularisé le trope « And I Must Scream » et directement inspiré son nom. Ce schéma est défini ainsi par TV Tropes :
[Lorsqu']Un personnage est victime d'un sort pire que la mort dans des proportions horrifiantes. Le suicide n'est pas une option ; même la mort ne viendra jamais le sauver. Il est immobilisé ou confiné d'une autre manière, incapable de communiquer avec qui que ce soit, et il est peu probable qu'il soit sorti de cette situation - pas même par la mort - avant une incompréhensiblement longue durée de temps.
The Amazing Digital Circus est souvent considéré comme étant une version édulcorée et transformée en humour noir de la nouvelle.